# Siegfried Krug
Siegfried Krug (ur. 22 lipca 1939 w Szczecinie; zm. 6 lipca 1968 w Berlinie) – obywatel RFN zastrzelony  przez żołnierzy wojsk granicznych NRD i zaliczany tym samym do ofiar śmiertelnych przy Murze Berlińskim.  

## Życiorys i okoliczności śmierci
Urodzony w Szczecinie jako drugie dziecko swoich rodziców Krug zmuszony został pod koniec lutego 1945 r. wraz z rodziną do opuszczenia miasta. W 1961 r. osiedlił się w Erfurcie, pracując tam w zawodzie elektryka, jeszcze przed budową Muru opuścił jednak NRD udając się przez Berlin Zachodni do Marburga, gdzie zamieszkały także przybyłe z NRD matka i siostra. Ostatecznie przeniósł się do Frankfurtu nad Menem, gdzie podjął pracę w branży wydawniczej oraz zaręczył się. 
5 lipca 1968 r., krótko przed swoim ślubem, udał się w podróż do Berlina Zachodniego, podając swojej narzeczonej jako powód załatwienie spraw osobistych bez możliwości dokładniejszego określenia dnia powrotu. W rozmowie z siostrą wyznał z kolei jakoby nie miał zamiaru się żenić, lecz pragnął jedynie na dłuższy czas zniknąć. 
Przybywając do Berlina Zachodniego udał się dzień później kolejką miejską S-Bahn do wschodniej części miasta, gdzie po godzinnym pobycie na dworcu granicznym Berlin Friedrichstraße pojechał taksówką na oddalony o dziesięć minut drogi Pariser Platz. Mając przy sobie aktówkę z sumą 1100 marek RFN w banknotach o dużych nominałach podążył (zdaniem świadka w osobie żołnierza wojsk granicznych) w zaryglowany dla przechodniów obszar, chcąc dostać się do niedostępnej dla zwiedzających Bramy Brandenburskiej. Nie zważając na wcześniejsze napomnienia wartowników, a potem strzały ostrzegawcze, wciąż nieprzerwanie poruszał się pomiędzy posterunkami do momentu, kiedy znalazł się w zasięgu ognia kolejnego z żołnierzy, który nawoływał mężczyznę do pozostania w miejscu. Wobec zignorowania i tego polecenia, żołnierz otworzył ogień. Trafiony w brzuch, klatkę piersiową i ramię Krug zabrany został około godziny 19:40 do szpitala Krankenhaus der Volkspolizei, gdzie o godzinie 20:55 zmarł. 

## Następstwa
Zauważone po stronie Berlina Zachodniego zdarzenie sklasyfikowane zostało początkowo jako kolejne postrzelenie uciekiniera z NRD, w związku z czym jeszcze w tym samym miesiącu z inicjatywy protestującego berlińskiego Senatu oraz rządu RFN pojawił się na granicy transparent z adresowanym do żołnierzy wojsk granicznych napisem „Ci, którzy Cię dziś chwalą, jutro będą się Ciebie wypierać“. Postępowanie nagrodzonego przez przełożonych strzelającego skrytykowali także niektórzy z pojedynczych żołnierzy. Zwłoki Siegfrieda Kruga zostały anonimowo pochowane na jednym z cmentarzy wschodnioberlinskiego okręgu Treptow, w związku z niepoinformowaniem rodziny, uznany został przez nią za zaginionego. O jego losie dowiedziano się dopiero w 1991 r. Oskarżony w 1992 r. pod zarzutem umyślnego zabójstwa żołnierz skazany został rok później na karę dwóch lat pozbawienia wolności w zawieszeniu.